# アルボイーノ
アルボイーノまたはアルボイン、アルボイヌス（イタリア語: Alboino, ドイツ語: Alboin, ラテン語: Alboinus 526年? - 572年6月28日）は、ランゴバルド族の王（在位：560年 - 572年）、およびイタリア王（在位：568年 - 572年）である。最初の妻はフランク王クロタール1世の娘クロトジンド。567年パンノニアのゲピド族を部族長クニムンド共々虐殺し、またクニムンドの娘ロザムンダを後妻としたが、572年に彼女に暗殺された。

## 係累
アルボイーノは東ゴート王国の王族アマル家の血を引いている。アルボイーノの母ロデリンダが東ゴート王国初代テオドリック大王の妹アマラフリーダの孫娘（アマラフリーダの娘アマラベルガの子）だからである。故にアルボイーノはアマラフリーダの曾孫にあたり、アルボイーノとテオドリック大王は曾姪孫と曾祖伯父の関係で、テオドリック大王の曾孫ゲルマヌス（550年 - 605年、テオドリック大王の孫娘で東ゴート王国第3代アマラスンタの娘、第2代アタラリックの妹、西ゴート王国国王アマラリックの従妹であるマタスンタの息子。父は東ローマ帝国皇帝ユスティニアヌス1世の従兄弟ゲルマヌス・ユスティヌス（500年頃 - 550年））は三従弟である。アマラリックとアタラリック・マタスンタ兄妹は三従伯父母、アマラスンタは三従伯祖母である。また、アマラリックの娘ゴイスウィンタは三従姉妹、ゴイスウィンタの2人の娘（ガルスウィント、ブルンヒルダ）は三従姪、ゲルマヌスの二人の娘（母はレオンティアという名の女性。長女（583年頃 - 605年）は東ローマ帝国皇帝マウリキウスとその皇妃コンスタンティナの長男テオドシウス（583年 - 602年）と結婚。子女なし。次女（585年 - 没年不明）はマウリキウスの次々代東ローマ帝国皇帝ヘラクレイオスとの間に1男ヨハンネスを儲けた）も三従姪である。

## 家族
アルボイーノの子はクロトシンドの間に儲けたアルプスインダ（558年 - 没年不明。アルブスインダとも）という一人娘のみである。夫妻に結婚年は不明だが、555年頃、トリーアの司教ニケティウスがクロトシンドにアルボイーノに対してカトリックに帰依し、アリウス派に対する寛容な態度を改めて欲しい訴える書簡を送っていることがCapoによって唱えられていることから、555年以前と推測できる。また、上記の様に567年にアルボイーノがロザムンダを後妻として迎え、それ以前にクロトシンドは没したことがパウルス・ディアコヌスが記した『ランゴバルドの歴史』に記されている。
後妻ロザムンダとの間に子女はない。

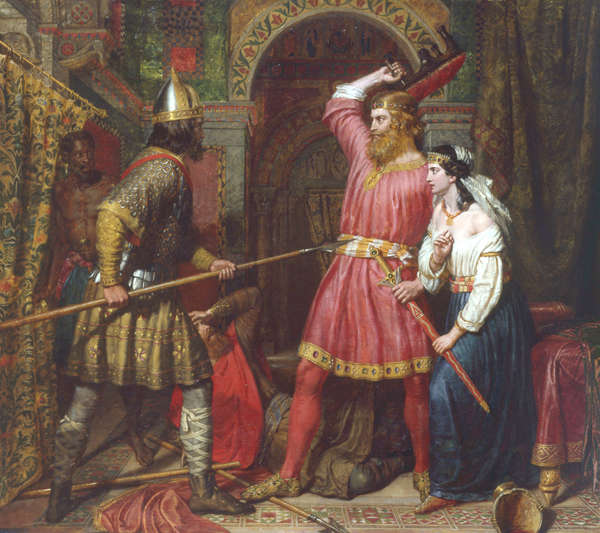
『ロンゴバルド王アルボイーノの暗殺』 (1856年)

娘アルプスインダは継母ロザムンダと父の近習ヘルミキスが父を計略をもって暗殺した後、ロザムンダ、ヘルミキスと共にラヴェンナの総督ロンギヌスの下へと連れて行かれた。ロンギヌスがヘルミキスを殺して、自分の妻になるようにロザムンダを説得、ロザムンダはヘルミキスが風呂から上がってくると健康に良いからと言って毒の杯を飲ませた。ヘルミキスは毒を飲んだことを悟ると、ロザムンダの頭上に剣を抜き放ち、残りの毒を飲むように強要した。こうしてヘルミキスとロザムンダは同時に死んだ。アルプスインダ自身は死ぬことなく、ロンギヌスによってランゴバルドの財宝と共にコンスタンティノープルの東ローマ皇帝（当時の皇帝はユスティヌス2世）の許へと送られたと、パウルス・ディアコヌスは記している。それ以後の消息は不明である。